# Caligrafía gaélica

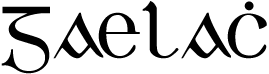
Caligrafía gaélica

La caligrafía gaélica (en irlandés, Cló Gaelach, pronunciado [kl̪oː ˈɡeːl̪əx], /klo guélaj/) se refiere a una familia de letras insulares empleadas en la escritura del irlandés y que fueron y son usadas entre los siglos XVI y XVIII en Escocia y hasta el XX en Irlanda, aunque actualmente se le utiliza con poca frecuencia. A veces se les llama celtas o unciales a todas las letras irlandesas.

## Características
Además de 26 letras del alfabeto latino, la letra gaélica debe incluir algunas vocales con acento agudo (Áá Éé Íí Óó Úú), así como un conjunto de consonantes con punto diacrítico (Ḃḃ Ċċ Ḋḋ Ḟḟ Ġġ Ṁṁ Ṗṗ Ṡṡ Ṫṫ) y el signo tironiano ⁊ que se usa en agus, que significa y en irlandés. A menudo también se usan formas insulares de las letras s y r, y algunas de ellas contienen un número de ligaduras que se usaban en la caligrafía temprana y que derivan de la tradición del manuscrito. La i minúscula se dibuja sin punto (aunque no es la ı sin punto turca) y las letras d, f, g y t tienen formas insulares. Muchos tipos de letras gaélicas tienen formas celtas para las letras j, k, q, v, w, x, y y z, y típicamente proveen soporte para las vocales de otras lenguas celtas. También distinguen entre & y ⁊ (tal y como lo hacía la tipografía tradicional), aunque algunos tipos de letra modernos por error reemplazan el et por el tipo tironiano porque ambas significan y.

## Origen
El alfabeto uncial irlandés se originó en los manuscritos medievales como una variante insular del alfabeto latino. El primer tipo de letra gaélico se diseñó en 1571 para un catecismo comisionado por Isabel I de Inglaterra con el fin de convertir a los irlandeses al protestantismo.

## Uso

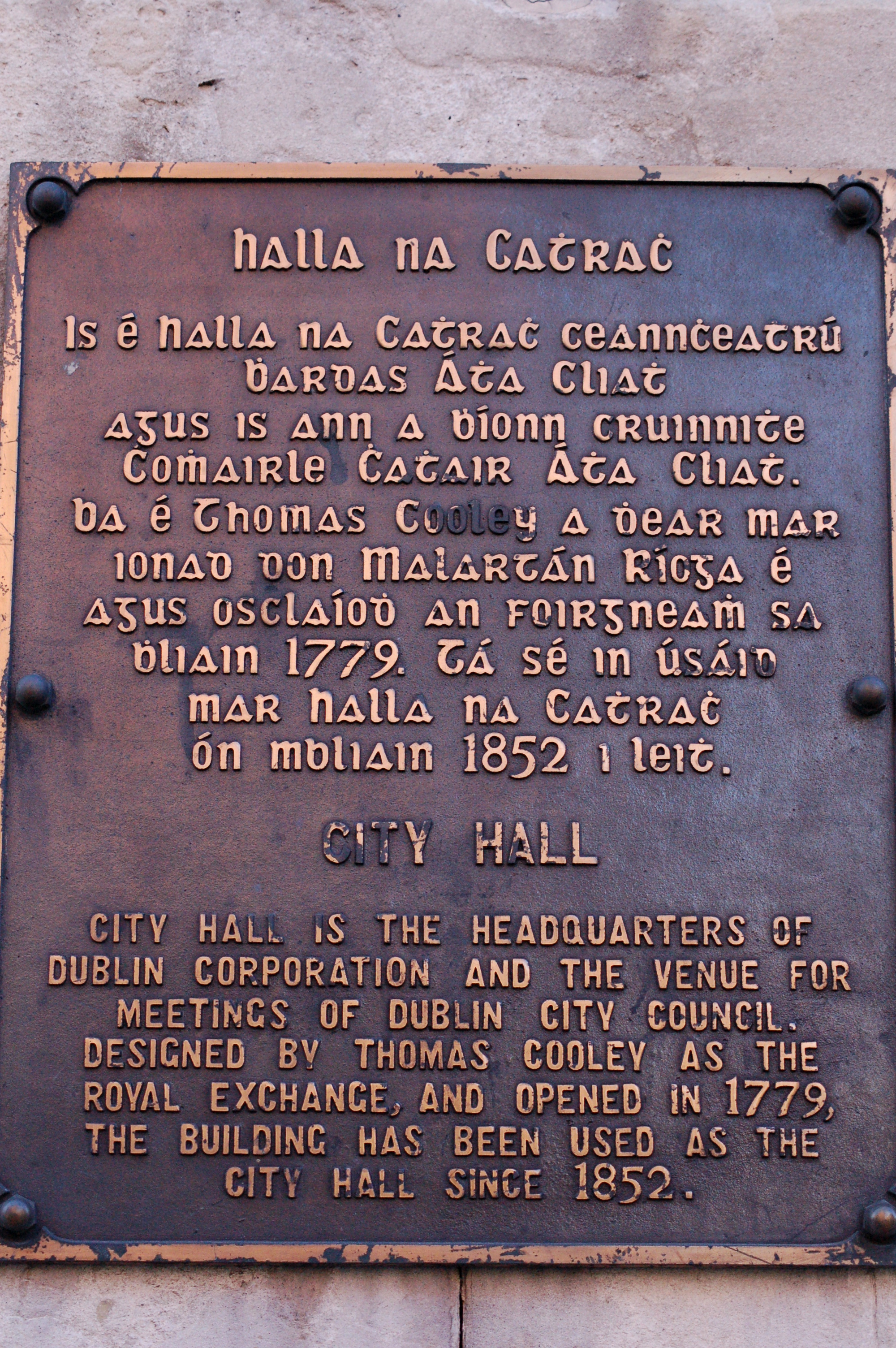
Caligrafía gaélica en un cartel informativo en las afueras del castillo de Dublín.

El tipo de letra en la caligrafía celta se mantuvo común en Irlanda hasta mediados del siglo XX. Hoy en día se usa como decoración y para señalización urbanística; por ejemplo, un número de periódicos irlandeses todavía imprimen su nombre en la primera página en letras celtas, y también es popular en los letreros de los pubs, en las tarjetas de felicitaciones, letreros de las calles y en los carteles de anuncios. La gramática del idioma córnico del lingüista Edward Lhuyd usaba consonantes en letra celta para indicar sonidos como [ð] y [θ].